# XBAND

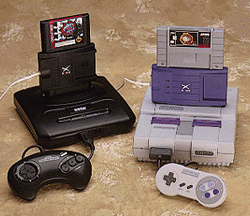
Le due versioni del modem XBAND per Sega Mega Drive e Super Nintendo.

L'XBAND (scritto con caratteri stilizzati: XB∀ND) è considerato come uno dei primi servizi online della storia videoludica, il prodotto era destinato per le console Super Nintendo e Mega Drive, Fu l'unico modem ufficiale Nintendo ad essere venduto negli Stati Uniti.
L'XBAND, storicamente, può essere considerato l'antesignano degli attuali servizi on-line come: Playstation Network, Xbox Live e Nintendo Network.

## Storia
Il progetto, e il successivo prototipo di questa periferica per il gioco online fu merito della Catapult Entertainment, una società di software con sede a Cupertino, nello stato della California, fece il suo debutto nei vari stati degli USA tra il 1994 e il 1995. Nel novembre del 1994 venne lanciata la versione per il Sega Genesis/Mega Drive (la periferica era compatibile anche con la console portatile Nomad), a giugno dell'anno successivo quella per il Super Nintendo Entertainment System.
Nel 1995 la Catapult firmò un accordo legale con la General Instrument già presente nel mercato videoludico con la Sega Channel, questo accordo stabiliva che il modem XBAND sarebbe stato integrato con i nuovi adattatori si Sega Channel, inoltre i primi 5 o 10 giochi offerti dal sopracitato modem, ogni mese sarebbero stati convertiti per essere giocati con il sistema XBAND.
Siccome in quel tempo il concetto dei giochi virtuali online e le conoscenze in campo videoludico dei giocatori medi erano pressoché scarse, e la Catapult Entertainment era a corto di membri dello staff, l'azienda ha limitato drasticamente la sua campagna pubblicitaria.
Con il passare del tempo, molti giocatori vengono a conoscenza di XBAND attraverso piccoli articoli pubblicati sulle riviste di giochi dell'epoca. 
Nel gennaio 1996, la rete XBAND raggiunge praticamente ogni area metropolitana e copre diverse aree rurali degli Stati Uniti.
A livello internazionale, la periferica XBAND ebbe una diffusione assai limitata, soprattutto nel mercato Giapponese, dove ebbero i natali le due console. 

## Descrizione
In quel epoca, le sale giochi erano ancora piuttosto popolari e l'idea del gioco online era ancora acerbo, perciò a quei tempo Il modem XBAND era ampiamente disponibile presso le filiali di Blockbuster o venduto al dettaglio per soli 19,99$ con eventuali costi aggiuntivi sull'utilizzo. 

## Dismissione
Il 16 marzo del 1997 gli utenti registrati al server ora possono giocare di più rispetto all'area corrispondente al loro codice avviamento postale. Il 30 aprile dello stesso anno, l'intera rete con il suo relativo servizio viene eliminata.

## Giochi disponibili su XBAND

### Sega Mega Drive/Genesis
- Madden NFL '95
- Madden NFL '96
- Mortal Kombat
- Mortal Kombat II
- Mortal Kombat 3
- NBA Jam
- NBA Live 95
- NBA Live 96
- NHL '94
- NHL '95
- NHL '96
- Primal Rage
- Super Street Fighter II: The New Challengers
- Weaponlord

### Super Nintendo Entertainment System
- Doom
- Ken Griffey, Jr. Presents Major League Baseball
- Killer Instinct
- Kirby's Ghost Trap
- Madden NFL '95
- Madden NFL '96
- Mortal Kombat II
- Mortal Kombat 3
- NBA Jam (Tournament Edition)
- NHL '95
- NHL '96
- Super Mario Kart
- Super Street Fighter II: The New Challengers
- The Legend of Zelda: A Link to the Past (Gioco segreto)
- Weaponlord

### Sega Saturn

#### (solo per il mercato Giapponese)
- Daytona USA Championship Circuit Edition
- Decathlon
- Puyo Puyo Sun
- Puzzle Bobble 3
- Saturn Bomberman
- Sega Rally Championship Plus
- Sega Worldwide Soccer '98
- Virtua Fighter (Remix)
- Virtual On
- World Series Baseball